# شب‌پرک کوچک

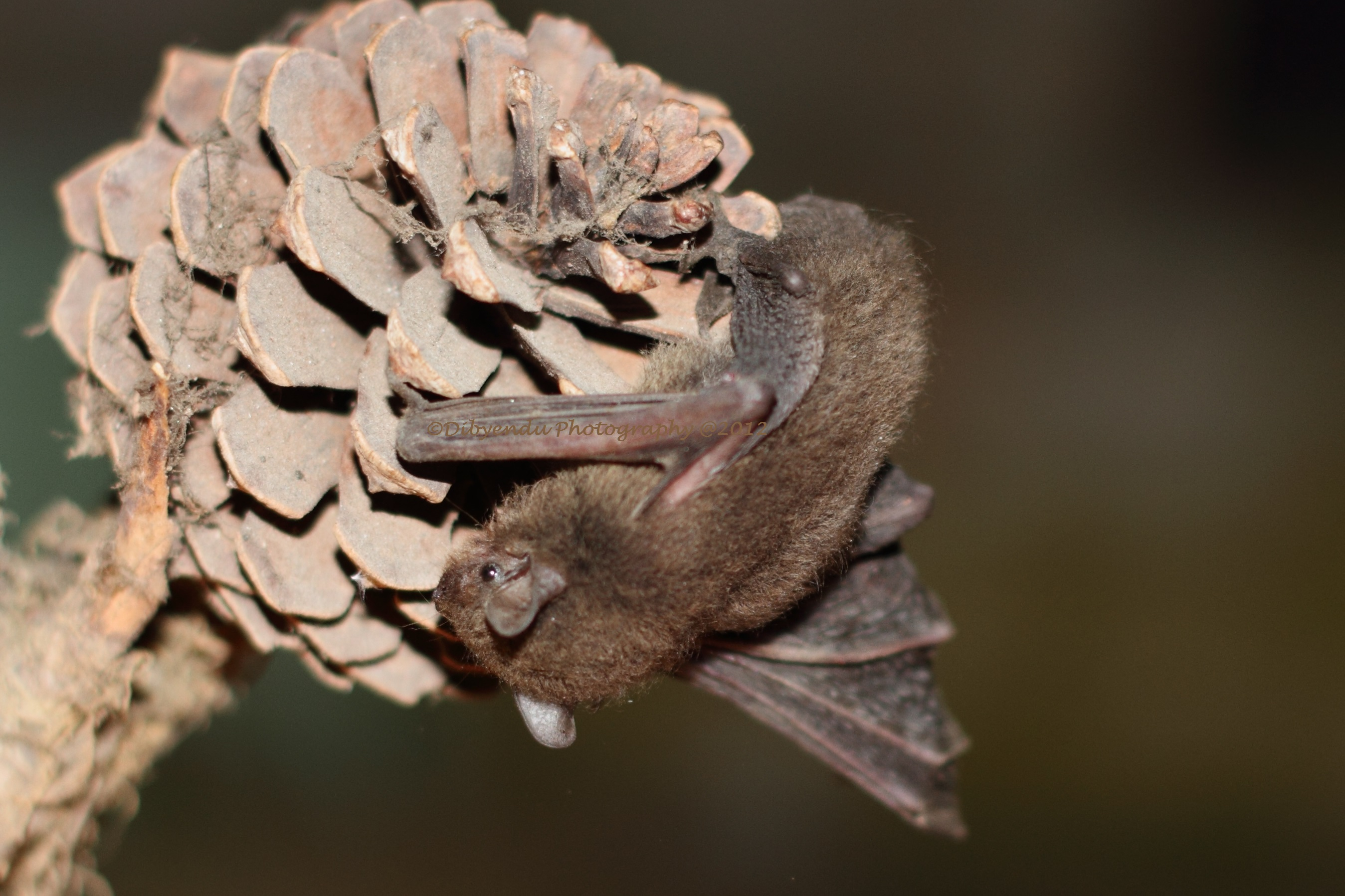
شب پرک کوچک عکسی از Dibyendu Ash

شب‌پرک کوچک (نام علمی: Pipistrellus tenuis) گونه‌ای خفاش است که در افغانستان تا چین، ویتنام و لائوس و نیز بخش‌های محدودی از شرق ایران زندگی می‌کند.